# Римування тернарне
Терна́рне римува́ння (лат. terni — по три) — розташування рим за схемою: аабввб (через два рядки на третій), одна з форм шестивірша (секстини).
Яскравим прикладом тернарного римування є вірш В. Герасим'юка «Ранкова пастораль»:
Розвиднювалось. Ми пішли косити …….а
за грунь. А нам навстріч несли трембіти а
чоловіки з присілка — хтось помер. ……б
Була ще тиша. Та ранкова тиша, ……….в
коли трава сама себе колише, …………..в
бо вітер спить іще у тьмі дерев. …………б